# Gelechioidea
Gelechioidea (лат.) — надсемейство молеподобных бабочек, близкое к надсемейству Yponomeutoidea. Крупная разнообразная группа. Около 20 семейств и более 16 тыс. видов, половина из которых это выемчатокрылые моли. Распространены всесветно, как в тропиках, так и в странах с умеренным климатом.

## Описание
Мелкие и среднего размера моли (5—25 мм, редко до 40 у Cosmopterigidae и Coleophoridae), дневные или ночные. Образ жизни разнообразен, гусеницы могут минировать листья растений (некоторые образуют галлы), питаться семенами и корой, покрытосеменными, голосеменными, мхами и лишайниками. Встречаются сапрофаги и даже хищники равнокрылых (среди Cosmopterigidae, Batrachedridae и Stathmopodidae). В роде Hyposmocoma известны земноводные гусеницы, а их хищные гусеницы используют шёлк для ловли улиток, которых поедают (самый известный из них Hyposmocoma molluscivora).

## Классификация

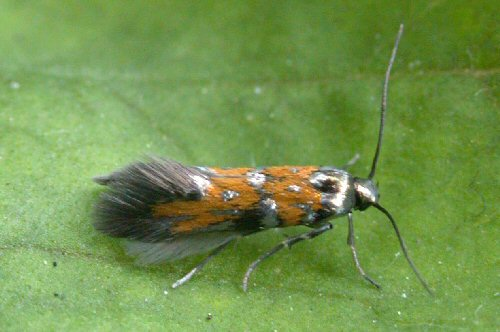
Chrysoesthia drurella

1425 родов и 16 250 описанных видов (37 подсемейств, 21 семейство). Однако, предположительно, это менее 25 % реального числа видов, которое может составлять около 65000 таксонов, как в крупнейшем надсемействе бабочек Noctuoidea. Группа в ранге надсемейства впервые была установлена Фракером (Fracker, 1915) на основании признаков личинок и дополнена в 1916 году признаками куколок (Mosher, 1916). В результате филогенетического анализа выяснилось, что наиболее базальными в группе являются семейства Autostichidae, Lecithoceridae, Xyloryctidae и Oecophoridae s. str.. В 2016 выделены три монофилетические линии семейств: ‘Gelechiid Assemblage, (Gelechiidae и Cosmopterigidae); ‘Scythridid Assemblage’ (Stathmopodidae, Scythrididae, Blastobasidae, Elachistidae, Momphidae, Coleophoridae и Batrachedridae); и ‘Depressariid Assemblage’ (Autostichidae, Xyloryctidae, Lecithoceridae, Oecophoridae, Depressariidae и Lypusidae).
В 2020 году 5 семейств очерчены в новом составе (sensu nov.): Autostichidae , Depressariidae, Peleopodidae, Ashinagidae и Epimarptidae
- Agonoxenidae
- Amphisbatidae
- Autostichidae
  - Holcopogoninae (или Holcopogonidae)
- Batrachedridae
- Blastobasidae (или Blastobasinae в Coleophoridae)
- ? Chimabachidae
- Coleophoridae
- Cosmopterigidae
- ? Deoclonidae (в Autostichidae или в Gelechiidae)
- ? Depressariidae (или Depressariinae в Elachistidae)
- Elachistidae
  - Ethmiinae (или Ethmiidae)
- Gelechiidae
- ? Glyphidoceridae (или Glyphidocerinae в Autostichidae)
- Lecithoceridae
- Lypusidae
- Metachandidae
- Momphidae (или Momphinae в Coleophoridae)
- Oecophoridae
- Peleopodidae
- Pterolonchidae (или Pterolonchinae в Coleophoridae)
- ? Schistonoeidae
- Scythrididae (или Scythridinae в Xyloryctidae)
- ? Stathmopodidae (или Stathmopodinae в Oecophoridae)
- Symmocidae (или Symmocinae в Autostichidae)
- Xyloryctidae

### Классификация (2014)
Источник:
- Семейство Autostichidae Le Marchand, 1947 (650 видов)
  - Autostichinae Le Marchand, 1947
  - Deocloninae Hodges, 1998
  - Glyphidocerinae Hodges, 1998
  - Holcopogoninae Gozmány, 1967
  - Oegoconiinae Leraut, 1992
  - Symmocinae Gozmány, 1957
- Семейство Lecithoceridae Le Marchand, 1947 (1200 видов)
  - Ceuthomadarinae Gozmány, 1978
  - Lecithocerinae Le Marchand, 1947
  - Torodorinae Gozmány, 1978
  - группа Crocanthes
  - группа Martyringa
- Семейство Xyloryctidae Meyrick, 1890 (500 видов)
- Семейство Oecophoridae Bruand, 1850 (3400 видов)
  - Oecophorinae Bruand, 1850
  - Pleurotinae Toll, 1956
- Ashinagidae Matsumura, 1929
- Семейство Depressariidae Meyrick, 1883 (2300 видов)
  - Acriinae Kuznetsov and Stekolnikov, 1984
  - Aeolanthinae Kuznetsov and Stekolnikov, 1984
  - Cryptolechiinae Meyrick, 1883
  - [Orophiinae Lvovsky, 1974 nec Thomson, 1863, гомоним]
  - Depressariinae Meyrick, 1883
  - Ethmiinae Busck, 1909
  - Hypercalliinae Leraut, 1993
  - Hypertrophinae Fletcher, 1929
  - Oditinae Lvovsky, 1996
  - Peleopodinae Hodges, 1974
  - Stenomatinae Meyrick, 1906
  - Carcina, Gonionota, Machimia, Himmacia s. stricto, Psilocorsis, и вероятно некоторые роды из Oecophoridae; здесь без указания подсемейств
- Семейство Cosmopterigidae Heinemann and Wocke, 1876 (1730 видов)
  - Chrysopeleiinae Mosher, 1916
  - Antequerinae Hodges, 1978
  - Cosmopteriginae Heinemann and Wocke, 1876
  - Scaeosophinae Meyrick, 1922
- Семейство Gelechiidae Stainton, 1854 (4700 видов)
  - Physoptilinae Meyrick, 1914
  - Anacampsinae Bruand, 1850
  - Dichomeridinae Hampson, 1918
  - Apatetrinae
  - Thiotrichinae Karsholt et al., 2013
  - Anomologinae
  - Apatetrinae Meyrick, 1947
  - Gelechiinae Stainton, 1854
- Семейство Elachistidae Bruand, 1850 (830 видов)
  - Elachistinae Bruand, 1850
  - Agonoxeninae Meyrick, 1926
  - Parametriotinae Capuse, 1971
- Семейство Coleophoridae Bruand, 1850 (1400 видов)
- Семейство Batrachedridae Heinemann and Wocke, 1876 (в новой концепции) (2 вида)
- Семейство Scythrididae Rebel, 1901 (650 видов)
- Семейство Blastobasidae Meyrick, 1894 (430 видов)
  - Blastobasinae Meyrick, 1894
  - Holcocerinae Adamski, 1989
- Семейство Stathmopodidae Meyrick, 1913 (100 видов)
- Семейство Momphidae Herrich-Schäffer, 1857, (60 видов)
- Семейство Pterolonchidae Meyrick, 1918 (в новой концепции 30 + видов)
  - Pterolonchinae Meyrick, 1918
  - Coelopoetinae Hodges, 1978
  - Syringopainae Hodges, 1998
  - Houdinia group, Homaledra с неясной позицией
- Семейство Lypusidae Herrich-Schäffer, 1857 (около 150 видов, число видов Periacmini неясно)
  - Lypusinae Herrich-Schäffer, 1857
  - Chimabachinae Heinemann, 1870